# 徳山駅 (慶尚南道)
徳山駅（トクサンえき）は大韓民国慶尚南道昌原市義昌区東邑龍峯里にある韓国鉄道公社（KORAIL）徳山線の駅。

## 接続する鉄道路線
韓国鉄道公社　
徳山線（貨物線）

## 沿革
- 1922年10月16日：無配置簡易駅として開業。
- 1929年9月16日：貨物取扱中止[1]
- 1931年4月1日：現在の位置に移転、普通駅に昇格[2]
- 2010年12月15日：慶全線翰林亭駅 - 昌原中央駅 - 昌原駅間の新線切り替えに伴い旅客取扱中止[3]
- 2010年12月30日：貨物取扱中止[4]。

## 隣の駅
韓国鉄道公社
徳山線
昌原駅 - (龍岡信号所) - 徳山駅